# Miyauchi Ryuta
Ryuta Miyauchi (sinh ngày 2 tháng 3 năm 1994) là một cầu thủ bóng đá người Nhật Bản.

## Sự nghiệp câu lạc bộ
Ryuta Miyauchi đã từng chơi cho Kashima Antlers.